# Werner Faymann
Werner Faymann (Viena, 4 de mayo de 1960) es un político austríaco, que fue Canciller de Austria entre 2008 y 2016. Es miembro del Partido Socialdemócrata.

## Biografía
Nacido en Viena, el 4 de mayo de 1960. Estudió leyes en la Universidad de Viena durante dos años pero no logró graduarse.
Fue ministro de Transporte, Innovación y Tecnología en el Gabinete del Canciller Alfred Gusenbauer. Fue Canciller de Austria desde el 2 de diciembre de 2008, cuando su partido, el SPÖ (Partido Socialdemócrata de Austria), del que es su líder desde el 16 de junio de 2008, alcanzó la victoria en las elecciones del 28 de septiembre de 2008 y se coaligó para formar gobierno con el Partido Popular Austriaco.
El 9 de mayo de 2016 renunció a su cargo de Canciller y al de la Presidencia del Partido Socialdemócrata debido al bajo desempeño de su partido en la primera vuelta de las elecciones presidenciales de 2016.
Es católico y está casado con Martina Ludwig-Faymann, y tiene 2 hijos.